# عائلة بن عمار
عائلة بن عمار  هو اسم لعدة عائلات تونسية كبيرة وعريقة.
العائلة الرابعة
الجد: عثمان بن عمار
الابن: حسين بن عمار
الحفيد: محمد بن عمار
الابن : محمد العربي بن عمار
الاخ: خالد بن عمار 
الأبناء: الهام بن عمار 
نبيل بن عمار
وليد بن عمار
رشاد بن عمار

## العائلة الأولى
إحدى هذه العائلات هي من نبلاء تونس العاصمة، ينحدر أصلها من أخوين عاشا في القرن السابع عشر: صالح وأحمد بن عمار، قائدين وحاكمين وقادة أفواج فرسان بربرية (آغا الزواوة وباش حانبة) وذلك تحت حكم حمودة باشا المرادي وكانا حليفين للوزير المملوكي يوسف صاحب الطابع. يرجع أصل الأخوين لقبيلة مخزن الشارين في جهة الكاف. بعد مرور الوقت، كان من بين العائلة شخصيات كبيرة من مخزن الباي ومن ملاك الأراضي الأثرياء في القرن التاسع عشر. في القرن العشرين، إحدى سيدات بن عمار تزوجت من الرئيس الحبيب بورقيبة، بينما آخرين تولوا مناصب كبرى في الدولة. من بين أعضاء هذه العائلة يوجد:
- أحمد بن عمار: قائد وحاكم.
- صالح بن عمار: قائد وحاكم.
- وسيلة بورقيبة (1912-1999): سيدة تونس الأولى.
- المنذر بن عمار (1917-2004): سياسي.
- راضية الحداد (1922-2003): ناشطة.
- حسيب بن عمار (1924-2008): سياسي.
- هالة الباجي (1948): كاتبة.
- حمودة بن عمار (1948): رجل أعمال وشخصية كرة قدم.
- طارق بن عمار (1949): منتج سينما.
- محمد الصالح بن عمار (1955): طبيب وسياسي.

## العائلة الثانية
عائلة تونسية أخرى، يرجع أصلها لإقليم طرابلس في ليبيا، تتكون من ملاك أراضي كبار، قطنوا بمدينة تونس العاصمة في بداية القرن التاسع عشر. من أعضائها المعروفين يوجد:
- الطاهر بن عمار (1889-1985): سياسي، وزير أكبر ثم وزير أول
- الجد محمد بن حسين بن عثمان الحاج علي بن عمار
- العم حسين بن عثمان بن عمار
- الأبناء رضا بن عمار
- ابناء العم محمد العربي بن عمار وخالد بن عمار

## العائلة الثالثة
العائلة التونسية الثالثة، هي من الأشراف وينحدر أصلها مباشرة من النبي محمد ﷺ، استقرت في تونس العاصمة في القرن السادس عشر آتية من الساقية الحمراء. مؤسسها هو زرعة بن ناجم الهندي الشريف، الذي يقع ضريحه في مدينة ينبع في السعودية. من بين أعضائها المعروفين يوجد:
- محمد بن عمار (1889-1972): محامي وقاضي
- عثمان بن عمار (1910_1948): عالم في أصول الدين والشريعة الاسلامية
- حسين بن عمار (1928-1966): طبيب وجراح
- محمد العربي بن عمار (1944-2005):محامي وخبير في الحساب

ا*[[لاحفاد: (الهام بن عمار ونبيل بن عمار وليد بن عمار ورشاد بن عمار)